# 스마트 소설
스마트 소설은 스마트폰과 소설의 결합을 시도하는 글쓰기에 명명된 새로운 장르문학이다. 2013년 계간 《문학나무》와 박인성기념사업회가 ‘스마트소설박인성문학상’을 제정하면서 우리 문학사에 처음 등장했다. 한 시대의 광고 카피를 문학 이미지로 조율했던 박인성 카피라이터의 문학성에 스마트소설이란 이름을 명명한 것이다.== 스마트소설
스마트 소설은 스마트폰과 소설의 결합을 시도하는 글쓰기에 명명된 새로운 장르 문학이다. 2013년 계간 《문학나무》와 박인성기념사업회가 ‘스마트소설박인성문학상’을 제정하면서 우리 문학사에 처음 등장했다. 한 시대의 광고 카피를 문학 이미지로 조율했던 박인성 카피라이터의 문학성에 스마트소설이란 이름을 명명한 것이다.

## 스마트소설 형식
상품을 선전하는 광고 카피가 수천 마디의 말을 압축하여 상징 핵의 말이 되면서 선명한 전달의미가 되듯이, 스마트소설은 짧은 분량(2백자 원고지 7매 15매 30매 이내)에 문학의 통찰과 혜안을 보여주어야 한다. 더 나아가 스마트소설만의 실험기법이 적용되어야 하고 압축이 곁들어져야 문학성이 담보된다. 스마트소설만의 실험기법이란 짧고 난해하지 않으며 반전의 구조와 감동의 유발이 함께 이루어지는 것을 말한다. 쉬우면서도 어려운 글쓰기의 새로운 유형이다.
현대사회가 복잡하게 분화된것처럼 짧은 소설은 엽편소설, 초단편, 미니픽션, 손바닥소설 등 다양한 이름으로 불리고 있지만 스마트소설은 형식이나 분량이 자유롭고, 다양한 방식의 글쓰기가 가능하다. 이를테면 명상스마트소설, 순수 스마트소설, 통속 스마트소설, 철학 스마트소설, 신앙 스마트소설 또는 대중 스마트소설등, 그 소재와 내용에 따라 이름은 얼마든지 분류될 수 있다. 짧은 분량안에 소설이 가질 수 있는 감동과 반전, 공감을 불러일으키면 충분하다. 이처럼 문학의 경계까지 자유롭게 넘나들며 아우르는 데서 스마트소설은 문학의 빛을 발한다.

## 스마트소설 의의
기존의 소설미학이 갖는 일반적 속성에 바탕을 두고 거기에 변화하는 시대정신의 속도와 정보의 극대화를 반영했다. 황충상 소설가에 의하면 “강렬한 시사성의 묘하고 아름다운 힘, 그 파장의 울림을 그려내는 스마트소설은 어떤 소재든 다양한 글쓰기를 보일 수 있다. 하지만 그 방법론의 변형은 영원히 가볍고 한없이 쉬운 이야기로서 생물이며 사물이 자유로이 드나들 수 있어야 한다. 그래야 스마트폰 세대와 소통의 길을 열 수 있기 때문이다.”

## 조선시대 서거정의 스마트소설
스마트소설은 이미 조선시대에도 있었다. 서거정이 쓴 태평한화골계전의 우스갯소리가 그것이다.